# Tom Schaar
Tom Schaar (* 14. September 1999 in Malibu, Kalifornien) ist ein US-amerikanischer Skateboardfahrer.

## Werdegang
Schaar begann im Alter von vier Jahren mit dem Sport; die Familie besaß eine kleine Vert Ramp im Garten. Im Oktober 2011 gelang ihm auf der MegaRamp im Woodward West Action Sports Camp im kalifornischen Tehachapi als erst achtem und zudem jüngstem Fahrer weltweit ein so genannter 900, also eine zweieinhalbfache Drehung um die Körperlängsachse. Am 30. März 2012 stand er auf der gleichen Anlage als erster Skateboarder überhaupt einen 1080. Er benötigte dafür lediglich fünf Versuche und schaffte während des Aufwärmens in der Vorbereitung abermals einen 900.
Wenige Wochen später gewann Schaar am 30. April 2012 bei den X-Games Asia in Shanghai den Wettbewerb auf der Mini-MegaRamp, nachdem ihm ein weiterer 1080 gelungen war, für den er von den Wertungsrichtern 94,00 Punkte erhielt. Damit verwies er Bob Burnquist und Ronaldo Gomes auf die Plätze und ist der bislang jüngste X-Games-Goldmedaillengewinner. Infolgedessen erhielt er eine Einladung zu den im Sommer gleichen Jahres in Los Angeles stattfindenden X-Games XVIII. Im dortigen Big Air-Wettbewerb reichte es für ihn am 29. Juni 2012 allerdings trotz eines erfolgreichen 900 nur zum achten Platz.
Auch das Jahr 2013 verlief für Schaar überaus erfolgreich. Im Juni sicherte er sich bei der erstmaligen Auflage der X-Games in München die Bronzemedaille im Skateboard Big Air und erreichte knapp einen Monat später bei den „originalen“ X-Games XIX in Los Angeles im gleichen Wettbewerb sogar den zweiten Platz.
Der damals 19-Jährige gewann im Mai 2019 die Vans Pool Party in Los Angeles County.
Bei den Olympischen Spielen 2024 in Paris gewann Schaar die Silbermedaille in der Disziplin Park.